# Savatheda Fynes
Savatheda Fynes, född den 17 oktober 1974, är en före detta friidrottare från Bahamas som tävlade i kortdistanslöpning.
Fynes deltog vid VM 1995 i Göteborg men blev där utslagen både på 100 meter och 200 meter i försöken. Vid Olympiska sommarspelen 1996 blev hon silvermedaljör på 4 x 100 meter tillsammans med Eldece Clark, Chandra Sturrup och Pauline Davis bakom USA. 
VM 1997 blev hon bronsmedaljör på 100 meter på tiden 11,03. Hon deltog vid VM 1999 där hon blev utslagen i semifinalen på 100 meter. Däremot blev hon världsmästare på 4 x 100 meter tillsammans med Sturrup, Davis och Debbie Ferguson. Samma lag blev även guldmedaljörer vid Olympiska sommarspelen 2000 på 4 x 100 meter. Vid samma mästerskap slutade hon sjua på 100 meter. 
Efter framgången vid OS så deltog hon vid VM 2003 där hon blev utslagen redan i kvartsfinalen på 100 meter. 

## Personliga rekord
- 60 meter - 7,01
- 100 meter - 10,91
- 200 meter - 22,32